# Torneo de Monterrey 2023
El Abierto GNP Seguros 2023 fue un torneo de tenis femenino jugado en cancha duras al aire libre. Se trató de la 15.ª edición del Abierto de Monterrey, un torneo WTA 250. Se llevó a cabo en el Club Sonoma en Monterrey, México, del 27 de febrero al 5 de marzo.

## Distribución de puntos
| Modalidad           | Campeona | Finalista | Semifinales | Cuartos de final | 2.ª ronda | 1.ª ronda | Clasificadas | 3.ª ronda de clasificación | 2.ª ronda de clasificación | 1.ª ronda de clasificación |
| Individual femenino | 280      | 180       | 110         | 60               | 30        | 1         | 18           | 14                         | 10                         | 1                          |
| Dobles femenino     | 280      | 180       | 110         | 60               | -         | 1         | -            | -                          | -                          | -                          |

## Cabezas de serie

### Individuales femenino
| Tenista                | Ranking | Preclasificada |
| Caroline Garcia        | 5       | 1              |
| Marie Bouzková         | 26      | 2              |
| Donna Vekić            | 31      | 3              |
| Elise Mertens          | 38      | 4              |
| Lin Zhu                | 42      | 5              |
| Kateřina Siniaková     | 47      | 6              |
| Mayar Sherif           | 53      | 7              |
| Elisabetta Cocciaretto | 54      | 8              |

- Ranking del 20 de febrero de 2023.[2]

### Dobles femenino
| Tenista                              | Ranking | Preclasificada |
| Anna Bondár Elena-Gabriela Ruse      | 88      | 1              |
| Alicia Barnett Olivia Nicholls       | 126     | 2              |
| Kaitlyn Christian Sabrina Santamaria | 132     | 3              |
| Anastasia Dețiuc Eri Hozumi          | 137     | 4              |

## Campeonas

### Individual femenino
Donna Vekić venció a  Caroline Garcia por 6-4, 3-6, 7-5

### Dobles femenino
Yuliana Lizarazo /  María Paulina Pérez vencieron a  Kimberly Birrell /  Fernanda Contreras por 6-3, 5-7, [10-5]